# Carina Krause
Carina Krause (* 2. August 1967 in Hersbruck), im Bereich der Fotografie unter dem Pseudonym Carina Landau tätig, ist eine deutsche Dialogbuchautorin und Fotografin.

## Leben
Die jüngere Tochter der Journalistin Charlotte Seeling und des Journalisten Fred Krause besuchte bis zu ihrem Abitur im Jahr 1984 zunächst die Französische Schule München (heute Lycée Jean Renoir) und begann im Anschluss ein Studium der Film- und Theaterwissenschaft an der Universität Paris VIII. 1988 wechselte sie auf die Filmhochschule London College of Printing und schloss diese 1991 mit dem Bachelor ab. 1994 absolvierte sie zudem Ausbildungskurse zur Erstellung von Drehbüchern an der UCLA-Extension in Los Angeles. Seit 1996 ist Carina Krause in München als Synchronautorin tätig. Neben ihrer Muttersprache spricht sie Englisch, Französisch und Spanisch. Aus ihrer Feder stammen  die deutschen Dialogbücher zu den Serien  Die Nanny, Caroline in the City, Die wilden Siebziger, Hör mal, wer da hämmert, News Radio, Party of Five, Battlestar Galactica, Stargate Atlantis, Wildfire, Die gruseligen Abenteuer von Billy und Mandy und Filmen wie American Pie 4, Futurama: Bender’s Game oder Peaceful Warrior.
Seit 1998 arbeitet Krause zudem als Gartenfotografin. Ihre Aufnahmen wurden bislang in Bildbänden veröffentlicht. Krauses Schwester Corinne Korda ist ebenfalls als Fotografin sowie als Malerin tätig.

## Publikationen
- Mallorca ganz privat (Nicolai Verlag, 1999)
- Frauen und ihre Gärten (Gerstenberg Verlag, 2000)
- Der Garten der Künstlerin (Gerstenberg Verlag, 2001)
- Gärten auf Mallorca (Feierabend Verlag, 2003)
- Augenweide (Brandstätter Verlag, 2003)
- Glück ist ein Garten (Feierabend Verlag, 2004)

## Auszeichnungen
- 2009 Synchron – Zuhörerpreis Die Silhouette in der Kategorie Bestes Dialogbuch einer Serie neben Michael Brennicke für Battlestar Galactica

| Personendaten    | Personendaten                             |
| ---------------- | ----------------------------------------- |
| NAME             | Krause, Carina                            |
| ALTERNATIVNAMEN  | Landau, Carina (Pseudonym)                |
| KURZBESCHREIBUNG | deutsche Dialogbuchautorin und Fotografin |
| GEBURTSDATUM     | 2. August 1967                            |
| GEBURTSORT       | Hersbruck                                 |